# You've Got to Hide Your Love Away
〈You've Got to Hide Your Love Away〉는 비틀즈 노래다. 존 레논이 작곡하였으며(표기는 레논-매카트니), 포크 가수인 밥 딜런의 영향을 받아 그의 음악 스타일을 추구한 곡이다. 원래 'two feet small'이라는 구절은 'two feet tall'로 불렀어야 했는데, 그는 "그냥 놔두자, 잘난척하는 사람들이 정말 좋아할거야.'며 고쳐부르지 않았다고 한다.